# Casa Paroquial do Tirol
A Casa Paroquial do Tirol, em Santa Leopoldina, foi construída na década de 1920, ao lado da Capela do Divino Espírito Santo. É um bem cultural tombado pelo Conselho Estadual de Cultura do Espírito Santo, inscrição no Livro do Tombo Histórico sob o nº 32 a 68, folhas 4v a 7v.

## Importância
No livro "Arquitetura: Patrimônio Cultural do Espírito Santo", publicado pela Secretaria de Cultura do Espírito Santo em 2009, comenta-se que a Casa Paroquial e a Igreja do Tirol compõem um conjunto arquitetônico de características próprias dessa comunidade, que tem origem tirolesa (da região austríaca do Tirol). 
Sua descrição é: "A casa tem planta retangular, apresentando telhado em duas águas, beirais em cachorrada e cobertura em telhas-francesas. A edificação é elevada em relação ao nível do solo, formando um porão, cujas aberturas são bastante destacadas na fachada frontal. Além do piso principal e do referido porão, há ainda um sótão, possível graças à generosa inclinação empregada no telhado. O acesso à residência é feito por uma pequena varanda que, devido às suas características, parece ser posterior à construção maior". Além disso, a porta principal é ladeada por duas janelas com verga em arco pleno. Destacam-se na fachada, quatro aberturas com vergas ogivais no nível do sótão, que são acompanhadas de um nicho central de mesmo formato e fechado em folha de vidro fixa, que funciona como um pequeno altar, onde se localiza uma imagem de São José.
O acesso à edificação se faz por uma varanda em estrutura de madeira e telhas cerâmicas. Segundo dados históricos da SeCult-ES, a edificação foi construída pela família Reisen para uso residencial e, nos anos 1970, a cúria metropolitana de Vitória a adquiriu para uso como casa paroquial.

## Tombamento
O edifício foi objeto de um tombamento de patrimônio cultural pelo Conselho Estadual de Cultura, de número 05, em 30 de julho de 1983, Inscr. nº 32 a 68, folhas 4v a 7v. O processo de tombamento inclui quase quarenta imóveis históricos de Santa Leopoldina. No ato de tombamento, é listada como proprietária a Cúria Metropolitana de Vitória.
O tombamento desse edifício e outros bens culturais de Santa Leopoldina foi principalmente decorrente da resolução número 01 de 1983, em que foram aprovadas normas sobre o tombamento de bens de domínio privado, pertencentes a pessoas naturais ou jurídicas, inclusive ordens ou instituições religiosas, e de domínio público, pertencentes ao Estado e Municípios, no Espírito Santo. Nessa norma foi estabelecido que, entre outros pontos:
- "O tombamento de bens se inicia por deliberação do CEC “ex-offício”, ou por provocação do proprietário ou de qualquer pessoa, natural ou jurídica, e será precedido, obrigatoriamente, de processo", ponto 3;
- "Em se tratando de bem(s) pertencente(s) a particular(es), cujo tombamento tenha caráter compulsório, e aprovado o tombamento, o Presidente do CEC expedirá a notificação de que trata o artigo 5°. I do Decreto n° 636-N, de 28.02.75, ao interessado que terá o prazo de 15(quinze) dias, a contar do seu recebimento, para anuir ou impugnar o tombamento", ponto 12.[4]

As resoluções tiveram como motivador a preservação histórico-cultural de Santa Leopoldina contra a especulação imobiliária, que levou à destruição de bens culturais à época.